# Gold Dust (Tori Amos-album)
Gold Dust är det trettonde studioalbumet av Tori Amos, utgivet den 1 oktober 2012. Det består av omarbetade versioner av Amos tidigare låtar i en mer klassisk tappning med The Metropole Orchestra, likt föregångaren Night of Hunters, med arrangemang av John Philip Shenale.

## Låtlista
1. "Flavor" (ursprungligen från Abnormally Attracted to Sin)
2. "Yes, Anastasia" (ursprungligen från Under the Pink)
3. "Jackie's Strength" (ursprungligen från From the Choirgirl Hotel)
4. "Cloud on My Tongue" (ursprungligen från Under the Pink)
5. "Precious Things" (ursprungligen från Little Earthquakes)
6. "Gold Dust" (ursprungligen från Scarlet's Walk)
7. "Star of Wonder" (ursprungligen från Midwinter Graces)
8. "Winter" (ursprungligen från Little Earthquakes)
9. "Flying Dutchman" (ursprungligen b-sida på singeln "China")
10. "Programmable Soda" (ursprungligen från American Doll Posse)
11. "Snow Cherries from France" (ursprungligen från Tales of a Librarian)
12. "Marianne" (ursprungligen från Boys for Pele)
13. "Silent All These Years" (ursprungligen från Little Earthquakes)
14. "Girl Disappearing" (ursprungligen från American Doll Posse)

Källa:

## Lanseringshistorik
| Region           | Datum             |
| ---------------- | ----------------- |
| Tyskland         | 28 september 2012 |
| Resten av Europa | 1 oktober 2012    |
| USA, Kanada      | 2 oktober 2012    |

Källa: